# Антиклея сибирская
Антиклея сибирская (лат. Anticlea sibirica) — вид травянистых растений рода Антиклея (Anticlea) семейства Мелантиевые (Melanthiaceae).

## Ботаническое описание
Многолетние травянистые растения. Стебель прямостоячий, лишь в соцветии ветвистый, островато- или тупо-трёхгранный, 25—80 см высотой, при основании с продолговато-яйцевидной луковицей, одетой снаружи черновато-бурыми остатками листовых влагалищ. Листья расположены в нижней части стебля, линейные, заострённые, к основанию несколько суженные, короче стебля, 2—10 мм шириной.
Цветки расположены на верхушке стебля удлинённой и рыхлой кистевидной метёлкой 10—25 см длиной. Цветоножки длиннее околоцветника, реже равны ему, снабжены при основании эллиптическими или яйцевидными коротко-заострёнными прицветниками, покрашенными в грязно-фиолетовый цвет, которые немного или значительно короче цветоножек. Околоцветник остающийся при плодах, 6-надрезанный, при основании коротко-колокольчатый, сросшийся с нижней частью завязи. Доли его горизонтально отклонённые, беловатые, снаружи зеленоватые, в нижней части сросшиеся с медовыми желёзками; из них наружные более широкие, яйцевидно-ланцетовидные, заострённые, 6—7 мм длиной и около 2,5 мм шириной, внутренние — ланцетовидные; желёзка занимает нижнюю треть доли, зеленовато-желтоватая, до половины или немного менее надрезанная на 2 яйцевидные тупые расходящиеся лопасти. Тычинок 6 на ¼—⅓ короче околоцветника; нити их книзу постепенно расширенные, прикрепляющиеся при основании долей околоцветника; пыльники почковидные, одногнёздные, открывающиеся наверху щелью, красновато-фиолетовые. Пестики с 3 столбиками и 3-гнёздной завязью, содержащей многочисленные семяпочки в каждом гнезде. Плод — трёхгранная коробочка, разделяющаяся расклеиванием перегородок на три плодика, открывающаяся с внутренней стороны; она около 10 мм длиной и 4 мм шириной, продолговато-яйцевидная, тупо-трёхгранная, на верхушке суженная и переходящая затем в столбики. Семена овально-цилиндрические, белковые, с небольшим зародышем, около 2,5 мм длиной и ¾ мм шириной, снабженные неплотно прилегающей полупрозрачной оболочкой, которая почти вдвое длиннее их. 2n=32.

## Распространение и экология
Азия. Встречается по сосновым и лиственничным лесам, сыроватым тенистым и сухим лесистым склонам.

## Синонимы
- Anthericum gmelinianum Schult. & Schult.f.
- Anticlea japonica Makino
- Leimanthium sibiricum (L.) Schult. & Schult.f.
- Melanthium sibiricum L.basionym
- Zigadenus japonicus Makino
- Zigadenus makinoanus Miyabe & Kudô
- Zigadenus sibiricus (L.) A.Gray — Зигаденус сибирский